# سید جواد ذبیحی
سید جواد ذبیحی (۱۳۰۹ – ۲۴ تیر ۱۳۵۹) مؤذن، مداح و نوحه و مناجات‌خوان و خواننده دعاهای مذهب شیعه در مراسم مذهبی اهل بیت و آوازهای اصیل ایرانی بود. پس از انقلاب، از آنجایی که مورد خشم انقلابیون قرار گرفته بود، ذبیحی مدتی به زندان افتاد. او پس از چندی به دستور آیت الله خمینی آزاد شد ولی پس از آزادی، در تیر ۱۳۵۹، به دست فرد یا افراد ناشناسی به قتل رسید. پیکر او را ابتدا ژاندارمری کشف و به‌طور ناشناس در سردخانه نگهداری کرد.

## زندگی
سید جواد ذبیحی در سال ۱۳۰۹ در شمیران زاده شد. پدرش سید اسماعیل ذبیحی، مداحی از ساکنان روستای درکه واقع در شمال تهران بود. جواد ذبیحی از جوانی فینه به سر می‌گذاشت و در نشست‌های مذهبی تهران و شهرستان‌ها شرکت می‌کرد. با وجود آن‌که تحصیلات رسمی نداشت، تمام ردیف‌های آوازی را به خوبی می‌شناخت. او از سال ۱۳۳۶ با همکاری داوود پیرنیا و هنرمندانی چون حسن کسائی، رضا ورزنده، جلیل شهناز، احمد عبادی، مرتضی محجوبی، علی تجویدی، پرویز یاحقی، حسین تهرانی، مهدی خالدی و فرهنگ شریف، وارد عرصهٔ موسیقی غیر مذهبی شد و آوازهایی را به یادگار گذاشت. او به همراه ساز آواز نمی‌خواند بلکه در ابتدا آن‌ها دقایقی بداهه‌نوازی می‌کردند و سپس ذبیحی یک آواز کامل را بدون ساز می‌خواند و در انتها بار دیگر هنرمندان به اجرای موسیقی‌سازی می‌پرداختند. در سال ۱۳۴۷، مجموعه‌ای از اشعار منتخب توسط وی با عنوان نغمه‌های آسمانی که در مناجات‌های خود در رادیو ایران می‌خواند در ۱۶۵ صفحه با مقدمهٔ محمد محیط طباطبایی و توسط انتشارات عطایی به چاپ رسید. ذبیحی همچون خواجه عبدالله انصاری بر خواندن مناجات‌ها به فارسی تأکید داشت. ذبیحی همچنین به خاطر صدای شفاف، زنگ‌دار، با وسعت و حجمی مناسب، تحریرهایی عمیق و تأثیرگذار و آشنایی با ردیف موسیقی آوازی ایران شناخته می‌شد.
او خواننده مذهبی بود که در مراسم رسمی و مذهبی شاه حضور می‌یافت و مناجات‌خوانی می‌کرد. مناجات‌های ربنا و اذان او در سال‌های پیش از انقلاب اسلامی در رادیو و تلویزیون ایران پخش می‌شد. آثار دیگری نیز از وی به جا مانده است از قبیل مدح علی و دعای سحر.

## زندان و قتل
پیشینهٔ وی و حضور در دربار موجب شد تا پس از انقلاب ۱۳۵۷، مورد غضب انقلابیون قرار گیرد. در این دوران بسیاری از آثار آفریده در دوران پیش از انقلاب جزو آثار ممنوع به حساب آمدند و انقلابیون آن‌ها را از بین بردند و حتی پخش اذان مشهور رحیم مؤذن‌زاده اردبیلی نیز تا چندین سال از رادیو و تلویزیون به اتهام «طاغوتی بودن» وی، ممنوع بود. بدین ترتیب انقلابیونی که به آرشیو رادیو دسترسی داشتند، نمونه‌های یکتایی از صدای ذبیحی را از بین بردند. ذبیحی پس از انقلاب برای مدتی زندانی شد. مدت کمی بعد از آزادی، عصر روز ۲۴ تیرماه ۱۳۵۹، عکسی از قتل فجیع ذبیحی به دفاتر روزنامه‌های کیهان و اطلاعات رسید. تصویر ارسال شده نشان می‌داد که قاتلان بدن وی را مثله کرده‌اند. روزنامه اطلاعات به نقل از گروه شاهین انقلاب اسلامی، گزارشی را چاپ کرد که قتل سید جواد ذبیحی را به دلیل مداحی و مناجات‌خوانی او در رادیوی وابسته به رژیم سابق به گردن گرفتند. بعدها صادق خلخالی در کتاب خاطرات خود که در سال ۱۳۷۹ منتشر شد، نام سید جواد ذبیحی را در فهرست کسانی قرار داده بود که حکم اعدامشان را صادر کرده است.
محمدعلی ابطحی در نوشته‌ای با عنوان «تاریخ شفاهی رادیو» در رابطه با کشته شدن سید جواد ذبیحی می‌نویسد: «ذبیحی‌ها دو برادر بودند که در رادیو تهران و مشهد برنامهٔ مذهبی، دعای سحر و اذان اجرا می‌کردند. البته جواد ذبیحی که در تهران بود، مشهورتر بود. صدای خوبی هم داشت. آن‌ها در رادیو فقط اشعار مذهبی می‌خواندند ولی آخر اشعارشان گاه به گاه برای سلامت وجود ذات همایونی، دعا می‌کردند. برادر بزرگتر که در تهران می‌خواند، ردیف‌های موسیقی را می‌شناخت ولی همیشه مناجات‌هایش را بدون موزیک خواند. بلافاصله بعد انقلاب دستگیر شد و بعد مدت کوتاهی آزاد شد اما بعد از مدتی توسط نیروهای مذهبی انقلابی ربوده شده و در بیابان‌های اطراف تهران کشته شد. یادم هست در مشهد چند نفر از روحانیون طرفدار شاه یا مخالف مبارزات، مورد کینهٔ مضاعفی قرار داشتند که آن‌ها را نیز به بیابان‌های اطراف بردند و بلاهای مختلف از جمله قتل بر سر آنان آمد.»
بر خلاف ابطحی؛ محمد معتمدی در یادداشتی نوشت: «آنها نه از سوی دادگاه‌های انقلاب بودند و نه حکمی داشتند بلکه عده ای خودسر بودند که شخصاً قتل او را برنامه‌ریزی کرده بودند. حتی از چندین تن از دوستان و نزدیکان ذبیحی شنیده شده که در دوره کوتاهی که او در سال ۵۸ در زندان بود، رئیس وقت زندان با وجود تبرئه ایشان به او پیشنهاد می‌دهد که برای حفظ جان خود از دست افراطیون و گروه‌های چپ مدتی بیشتر در زندان بماند که ایشان نمی‌پذیرد و با مسئولیت خود از زندان آزاد می‌شوند.»